# Софіївські дуби
Софіївські дуби — ботанічна пам'ятка природи місцевого значення в Україні. Розташована у м. Сміла Черкаського району Черкаської області.

## Опис
Площа 0,01 га, розташовано на розі вулиць Соборна та Софіївська. Створено рішенням Черкаської обласної ради від 21.09.2018 року № 24-51/VII. Перебуває у віданні Смілянської міської ради.
Під охороною два дерева дуба звичайного (Quercus robur L.):
- Дуб № 1: орієнтовний вік 178 років, обхват стовбура 3,14 м, висота 17 м.
- Дуб № 2: орієнтовний вік 160 роки, обхват стовбура 2,85 см, висота 17,5 м.

Становить природоохоронну, історико-культурну цінність, має туристичне значення.